# Hermannia boranensis
Hermannia boranensis är en malvaväxtart som beskrevs av Karl Moritz Schumann. Hermannia boranensis ingår i släktet Hermannia och familjen malvaväxter. Inga underarter finns listade i Catalogue of Life.